# Hans Winterl
Hans Winterl (* 21. November 1900 in Wien; † 16. Jänner 1970 ebenda) war ein österreichischer Arbeiterdichter und Schriftsteller.

## Leben
Hans Winterl war das uneheliche Kind einer Wiener Näherin und wuchs bei seiner Großmutter am Stadtrand auf. Später wurde er zu Verwandten nach Mürzzuschlag geschickt. Als Jugendlicher kehrte er nach Wien zurück, um den Beruf des Hufschmieds zu erlernen, den er auch bis zu seinem 24. Lebensjahr ausübte. Nebenbei interessierte er sich für Musik und Literatur, lernte Klavier-, Orgelspielen und komponieren. In Abendkursen an der Volkshochschule studierte er Musik- und Kunstgeschichte. Weiters absolvierte er einen Kurs für Genossenschaftsbeamte, wurde Chormeister, arbeitete als Bankbeamter und Buchhalter. Mit Anfang 20 fing er an Gedichte, Erzählungen und Dramen zu schreiben.
1924 erhielt er für die Versdichtung Ein ehernes Lied den Alfons-Petzold-Preis. Er erhielt einen von Rudolf Geist gestifteten Kriegsgegner-Preis und einen Kunstpreis des Wiener zivilgesellschaftlicher Vereins Bereitschaft, in deren Zeitschrift er auch publizierte. 1933 war er Mitglied der Vereinigung sozialistischer Schriftsteller.
Während des Krieges war er Soldat der deutschen Wehrmacht. Nach 1945 war freier Schriftsteller, Mitglied des Österreichischen Schriftstellerverbandes, der Österreichische Liga für Menschenrechte. 1958 gehörte er zum Kalasantiner Arbeiterdichterkreis. 1961 erhielt er den Preis des Wiener Kunstfonds der Zentralsparkasse der Gemeinde Wien.
In seinen letzten Lebensjahren lebte Hans Winterl von der Öffentlichkeit zurückgezogen. Herbert Exenberger war sein Nachlassverwalter, weshalb etliche Unterlagen, hauptsächlich Korrespondenzen, im Herbert Exenberger-Archiv der Theodor Kramer Gesellschaft zu finden sind.
Hans Winterl war zweimal verheiratet. Seine erste Frau Ilona Winterl starb 1959. Seine zweite Frau war Erna Winterl.

## Werk
- Zehn Gedichte über Klavierwerke Karl Herrmanns, Wien 1923
- Springflut. Skizzenbuch eines Arbeiter, Heilbronn 1926
- Totentanz. Variationen über ein altes Thema, Wien 1930
- Der Schrei nach der Scholle. Gedichte, Wien 1932
- Daniel Hase. Erzählungen und Skizzen, Wien 1935 und 1948(?)
- Der Stausee. Roman, Wien 1947
- Umweg über Hellas. Die abenteuerliche Ferienreise eines Biedermannes, Wien 1949
- Der Stausee. Roman, Wien/Stuttgart 1953
- Diesen Kuss der ganzen Welt. Beethoven Essay, Fürstenfeldbruck 1955.
- Das Grab spricht, Wien 1955

## Auszeichnungen
- 1924 Alfons Petzold-Preis
- Kriegsgegner-Preis
- Kunstpreis der Wiener Bereitschaft
- 1961 Preis des Wiener Kunstfonds der Zentralsparkasse der Gemeinde Wien